# Gussage All Saints
Gussage All Saints – wieś w Anglii, w hrabstwie Dorset. Leży 38 km na północny wschód od miasta Dorchester i 147 km na południowy zachód od Londynu.